# Linea 50
La Linea 50 (Ligne 50 in francese, Spoorlijn 50 in olandese) è una linea ferroviaria belga a scartamento ordinario lunga 55,6 km che unisce la capitale Bruxelles con la città di Gand.

## Storia
Quando negli anni trenta del XIX secolo fu progettata la rete ferroviaria belga fu deciso che il suo epicentro fosse la stazione di Malines. Da questo scalo, secondo uno schema a raggiera, sarebbero partite delle linee per i quattro angoli del paese. Nel settembre 1837 fu quindi aperta la linea Malines-Gand.
Il 1º maggio 1856 fu attivato il troncone Bruxelles-Gand, costruito in parte sulla linea Geraardsbergen-Aalst, inaugurata l'anno prima.
Nel 1954 il tratto tra Denderleeuw ed Aalst fu elettrificato. Sette anni dopo l'intera linea fu completamente elettrificata.